# Krátošice
Krátošice (en allemand : Kratoschitz) est une commune du district de Tábor, dans la région de Bohême-du-Sud, en République tchèque. Sa population s'élevait à 104 habitants en 2020.

## Géographie
Krátošice se trouve à 7 km au sud-est du centre de Planá nad Lužnicí, à 13 km au sud-est de Tábor, à 45 km au nord-nord-est est de České Budějovice et à 88 km au sud-sud-est de Prague.
La commune est limitée par Skopytce au nord et au nord-est, par Choustník à l'est, par Tučapy au sud, et par Košice à l'ouest.

## Histoire
La première mention écrite du village date de 1250.